# Gouvernement al-Ganzouri I
Atef Sedki Ebeid
Le gouvernement Kamal al-Ganzouri I est l'un des gouvernements de la présidence d'Hosni Moubarak établi le 2 janvier 1996. Il est remplacé le 5 octobre 1999 par le Gouvernement Ebeid.